# Indochine
Indochine je francouzská pop rocková hudební skupina, založená roku 1981 v Paříži v průběhu Nové vlny. Aktivní je dodnes. Ve Francii, Belgii a Švýcarsku získala několik zlatých a platinových desek, ve Francii pak za alba Paradize a 13 diamantové desky.
Mimo frankofonní svět má úspěchy také ve Skandinávii.

## Diskografie

### Studiová alba
- 1982 L'Aventurier
- 1983 Le Péril jaune
- 1985 3
- 1987 7000 danses
- 1990 Le Baiser
- 1993 Un jour dans notre vie
- 1996 Wax
- 1999 Dancetaria
- 2002 Paradize
- 2005 Alice et June
- 2009 La République des Meteors
- 2013 Black City Parade
- 2017 13

### Živá alba
- 1986 Au Zénith
- 1992 Collector 92
- 1994 Radio Indochine
- 1997 Indo Live
- 2001 Nuits intimes
- 2004 3.6.3.
- 2007 Live à Hanoï
- 2007 Alice et June Tour
- 2010 Le Meteor sur Bruxelles
- 2011 Putain de stade
- 2014 Black City Tour
- 2015 Black City Concerts